# Daniel Bigham
Daniel Bigham (Newcastle-under-Lyme, 2 de octubre de 1991) es un deportista británico que compite en ciclismo en las modalidades de pista y ruta.
Participó en los Juegos Olímpicos de París 2024, obteniendo una medalla de plata en la prueba de persecución por equipos (junto con Ethan Hayter, Charlie Tanfield y Ethan Vernon).
Ganó tres medallas en el Campeonato Mundial de Ciclismo en Pista, entre los años 2022 y 2024, y cuatro medallas en el Campeonato Europeo de Ciclismo en Pista, en los años 2023 y 2024.
Además, obtuvo una medalla de bronce en el Campeonato Mundial de Ciclismo en Ruta de 2019 (contrarreloj por relevos mixtos).

## Medallero internacional
| Juegos Olímpicos   | Juegos Olímpicos         | Juegos Olímpicos  | Juegos Olímpicos        |
| Año                | Lugar                    | Medalla           | Competición             |
| ------------------ | ------------------------ | ----------------- | ----------------------- |
| 2024               | París (Francia)          | Medalla de plata  | Persecución por equipos |
| Campeonato Mundial |                          |                   |                         |
| Año                | Lugar                    | Medalla           | Competición             |
| 2022               | Saint-Quentin (Francia)  | Medalla de oro    | Persecución por equipos |
| 2023               | Glasgow (Reino Unido)    | Medalla de plata  | Persecución individual  |
| 2024               | Ballerup (Dinamarca)     | Medalla de bronce | Persecución individual  |
| Campeonato Europeo |                          |                   |                         |
| Año                | Lugar                    | Medalla           | Competición             |
| 2023               | Grenchen (Suiza)         | Medalla de plata  | Persecución individual  |
| 2023               | Grenchen (Suiza)         | Medalla de plata  | Persecución por equipos |
| 2024               | Apeldoorn (Países Bajos) | Medalla de oro    | Persecución individual  |
| 2024               | Apeldoorn (Países Bajos) | Medalla de oro    | Persecución por equipos |

| Campeonato Mundial | Campeonato Mundial      | Campeonato Mundial | Campeonato Mundial              |
| Año                | Lugar                   | Medalla            | Competición                     |
| ------------------ | ----------------------- | ------------------ | ------------------------------- |
| 2019               | Yorkshire (Reino Unido) | Medalla de bronce  | Contrarreloj por relevos mixtos |

## Palmarés
2021
- 2.º en el Campeonato del Reino Unido Contrarreloj

2022
- 2.º en el Campeonato del Reino Unido Contrarreloj
- Récord de la hora